# Charles Fosset

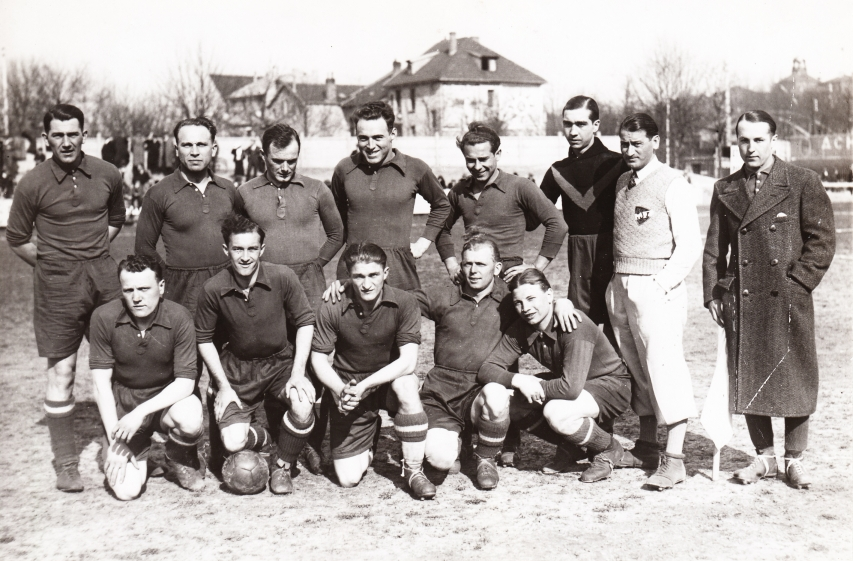
Fosset (unten links) mit dem FC Metz im März 1933

Charles Fosset (* 25. Februar 1910 in Montigny-lès-Metz; † 30. November 1989) war ein französischer Fußballspieler, der seine gesamte Laufbahn für den FC Metz bestritt und dort anschließend auch als Trainer wirkte.

## Vereinskarriere

### Vorkriegsjahre als Spieler
Der Mittelfeldspieler Fosset stammte aus der direkten Umgebung der lothringischen Hauptstadt Metz, deren lokaler Fußballverein FC Metz sich 1932 für die Erstaustragung der Division 1 als frankreichweite Profiliga qualifiziert hatte. Er selbst war wie viele seiner Mitspieler allerdings kein reiner Berufsfußballer, sondern ging mit seiner Anstellung als Mechaniker auf dem Militärflugplatz Metz-Frescaty einem weiteren Erwerb nach. Als am 11. September 1932 der erste Spieltag der neuen Liga ausgetragen wurde, erreichte er bei einer 1:2-Niederlage gegen den Stade Rennes UC gleich sein Debüt. Auch in der nachfolgenden Zeit war er unangefochten gesetzt und verpasste im weiteren Saisonverlauf keine Begegnung; Ein- und Auswechslungen waren damals noch nicht möglich, weswegen er keine Spielminute verpasste. Als Tabellenvorletzter kam es 1933 zum Abstieg in die zweite Liga, welche ein Jahr nach der höchsten Klasse landesweit gegründet wurde und in der Metz somit ebenfalls zu den Gründungsmitgliedern zählte. Auch dort wirkte Fosset an der Premiere mit, als er am 3. September 1933 bei einem 0:1 gegen die US Tourcoing auf dem Platz stand. Obwohl er im Verlauf der Saison 1933/34 elf Treffer beisteuerte, verpasste er mit seiner Elf den Wiederaufstieg. Dieser gelang dagegen 1935, als der kurzzeitig in CS Metz (1934–1936) umbenannte Klub überdies Zweitligameister wurde.
Im zweiten Anlauf konnten sich die Lothringer in der Erstklassigkeit etablieren und stets eine gewisse Distanz zu den Abstiegsrängen wahren, wobei Fosset seinen Stammplatz behielt und langjährig an der Seite von Akteuren wie Albert Rohrbacher, Marcel Marchal und Charles Zehren spielte. Dieser gefestigten Mannschaft, welche in der Liga unauffällig blieb, glückte der Einzug ins nationale Pokalfinale 1938. Endspielgegner war der Ligazweite Olympique Marseille, der seiner Favoritenrolle zunächst nicht gerecht wurde und bis weit in die Verlängerung hinein nicht über ein 1:1 hinaus kam. Erst in der 118. Minute überwand Olympiques Stürmer Emmanuel Aznar den Metzer Torwart Charles Kappé, allerdings konnte Fosset den Ball auf der Linie stehend wegschlagen. Es ließ sich nicht sicher feststellen, ob der Ball die Linie bereits passiert hatte, der Schiedsrichter entschied nach längerem Zögern jedoch auf Tor und löste damit heftige Proteste der Metzer sowie des Publikums aus. Nach einer Unterbrechung wurde die Partie zu Ende gespielt und Metz verpasste den möglichen Titelgewinn. Nach der Spielzeit 1938/39, welche für den FC Metz ordentlich verlief und auf dem achten Rang endete, verursachte der Beginn des Zweiten Weltkriegs die Einstellung des regulären Spielbetriebs und bald darauf wurde Fossets Heimatregion nach Deutschland eingegliedert. Dies bedeutete nach 114 Erstligapartien mit sieben Toren sowie 49 Zweitligaspielen mit 14 Treffern für den damals 29-Jährigen das Ende seiner Profilaufbahn.

### Trainerlaufbahn
Nach der Befreiung der Stadt durch die Alliierten wurden in Metz ab Ende 1944 die Vereinsstrukturen wieder aufgebaut und Fosset diente in der Anfangszeit kurzfristig als Trainer. Bereits wenig später wurde er allerdings durch den Niederländer Beb Bakhuys ersetzt und in der Folge kam es zu weiteren Trainerwechseln. Im Vorfeld der Saison 1947/48 erhielt Fosset erneut diesen Posten und kämpfte mit dem Erstligisten um den Klassenverbleib. Dieser gelang dem FC Metz 1949 nur äußerst knapp, womit seine Amtszeit zugleich endete. Er übernahm keine weitere Aufgabe im Profifußball und starb im November 1989 mit 79 Jahren.

## Nationalmannschaft
Fosset war 27 Jahre alt und besaß bereits einige Jahre Erstligaerfahrung, als er am 31. Oktober 1937 erstmals für die französische Nationalmannschaft berücksichtigt wurde und an einem 3:2-Sieg gegen die Niederlande beteiligt war. Sein zweiter und letzter internationaler Einsatz erfolgte am 5. Dezember desselben Jahres bei einem 0:0 gegen Italien. Bei beiden Partien handelte es sich um Freundschaftsspiele.